# 罗罗特
罗罗特是德国莱茵兰-普法尔茨州的一个市镇。总面积3.41平方公里，总人口57人，其中男性26人，女性31人（2011年12月31日），人口密度17人/平方公里。